# Kościół Najświętszego Zbawiciela w Rykach
Kościół Najświętszego Zbawiciela – rzymskokatolicki kościół parafialny należący do dekanatu Ryki diecezji siedleckiej.

## Historia
Obecna murowana świątynia została wybudowana w latach 1908–1914 w stylu neogotyckim, dzięki staraniom księdza Jana Rozwadowskiego, konsekrowana w 1922 roku przez biskupa Henryka Przeździeckiego. Projektantem kościoła był Józef Pius Dziekoński.

## Architektura

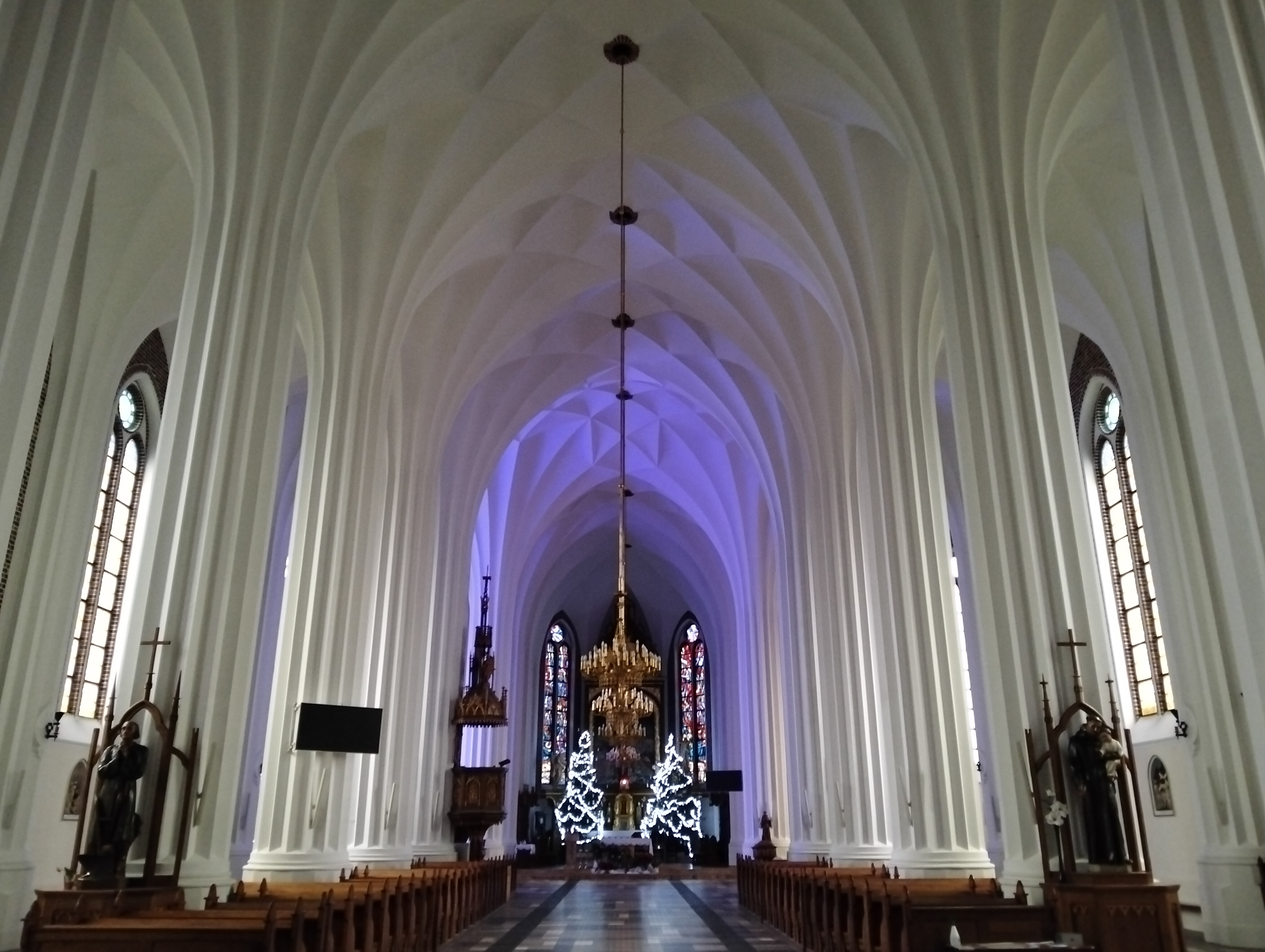
Wnętrze

Budowla jest zwrócona elewacją frontową w stronę północno-wschodnią, w kierunku szosy Lublin-Warszawa. Została wzniesiona z cegły, oparta na kamiennych fundamentach i ustawiona na cokole, wykonanym z obrobionego granitu polnego. Elewacje zostały zbudowane z czerwonej cegły, kontrastujące z nią białe tynki znajdują się jedynie w polach dekoracyjnych blend (na elewacji frontowej i szczytach) oraz w płaszczyznach fryzów wieńczących ściany. Świątynia została wybudowana na planie wydłużonego krzyża. Charakteryzuje się monumentalną bryłą tworzoną przez strzelistą wieżę frontową, halowy korpus o trzech nawach, szeroki transept a także prostokątne i zamknięte trójboczną absydą prezbiterium. Przy południowej stronie prezbiterium Jest umieszczona zakrystia, przy północnej kaplica. Z lewej i prawej strony wieży, korpusu, kaplicy i zakrystii znajduje się kilka małych przedsionków.
Korpus nawowy, transept i prezbiterium nakrywają dachy dwuspadowe, nieznacznie załamane nad nawami bocznymi oraz zakrystią i kaplicą. Nad absydą prezbiterialną dach zwieńczony jest trzema połaciami. Przedsionki nakryte są dachami pulpitowymi. Ściany zewnętrzne opięte są uskokowymi przyporami.
Wyposażenie świątyni reprezentuje głównie styl neogotycki. Ołtarz główny w kształcie tryptyku (oraz m.in. balustrada chóru) zostały również zaprojektowane przez Dziekońskiego. Jest on wyrzeźbiony w drewnie, posiada złocone elementy dekoracyjne. W jego centralnej jest umieszczony obraz Chrystusa Ukrzyżowanego namalowany przez Leona Wyczółkowskiego olejem na płótnie, ofiarowany parafii przez artystę na pamiątkę jego związków z miastem. W stylu neogotyckim zostały wykonane również stalle w prezbiterium, ambona, ołtarz boczny Matki Bożej, ołtarz boczny św. Jakuba Apostoła. W ramionach transeptu są umieszczone powstałe po 1945 roku ołtarze wyrzeźbione z piaskowca. Część wyposażenia została przeniesiona z kościoła św. Jakuba Apostoła, rozebranego w 1944 roku. Należą do niego m.in. drewniany krzyż w stylu późnogotyckim (umieszczony w wejściu głównym), krucyfiks w stylu barokowo-ludowym (z połowy XVIII wieku), obraz św. Mikołaja Biskupa z XVII wieku w stylu późnobarokowym i obraz św. Anny (z 2 połowy XVII wieku) w stylu barokowym – obydwa są umieszczone w ramach w stylu rokokowym, obraz Matki Bożej Śnieżnej (z 2 połowy XVII wieku) – w stylu wczesnobarokowym, umieszczony w srebrnej, trybowanej i pozłacanej sukience.

## Galeria (wnętrze)

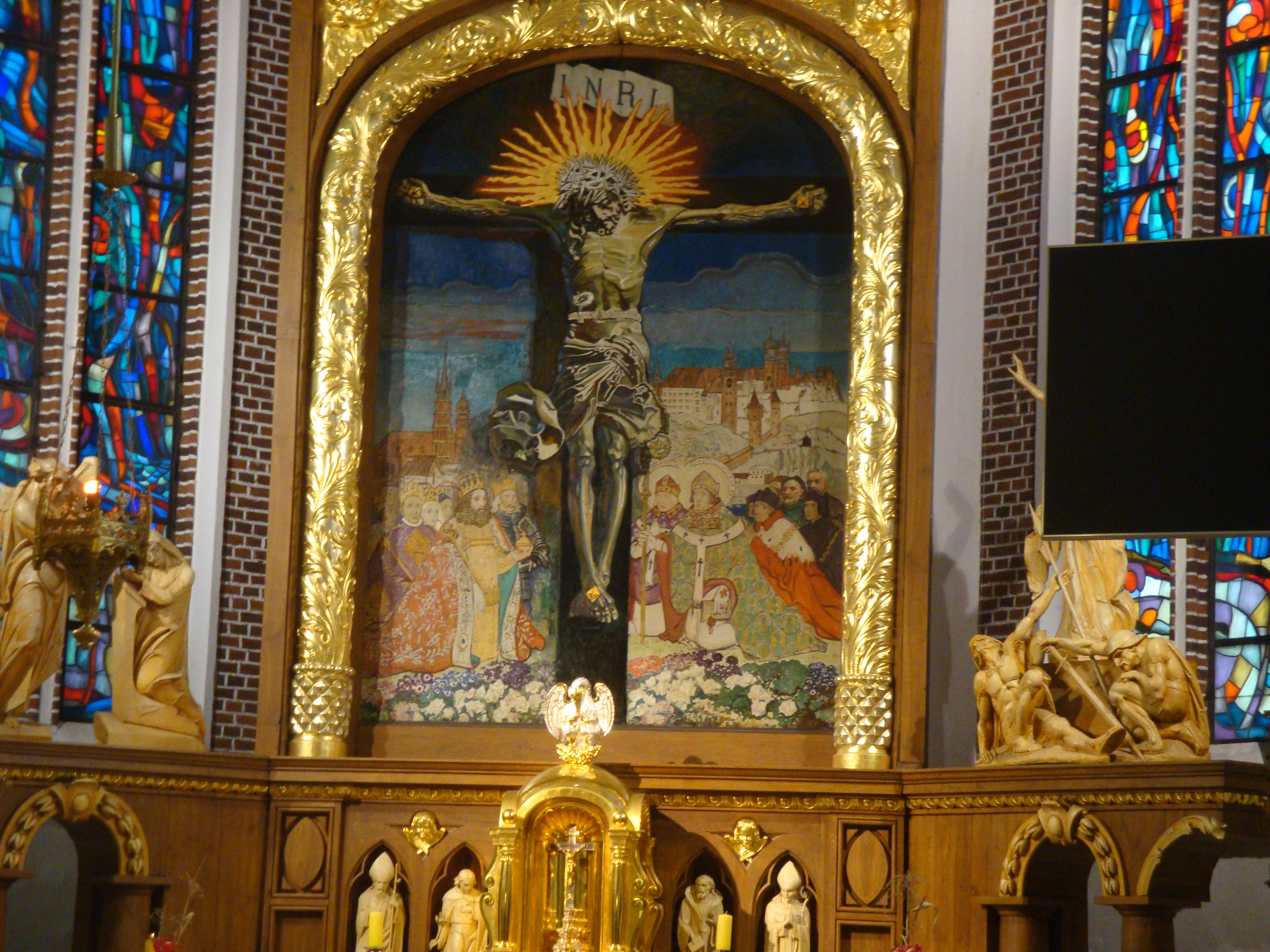
Ołtarz główny
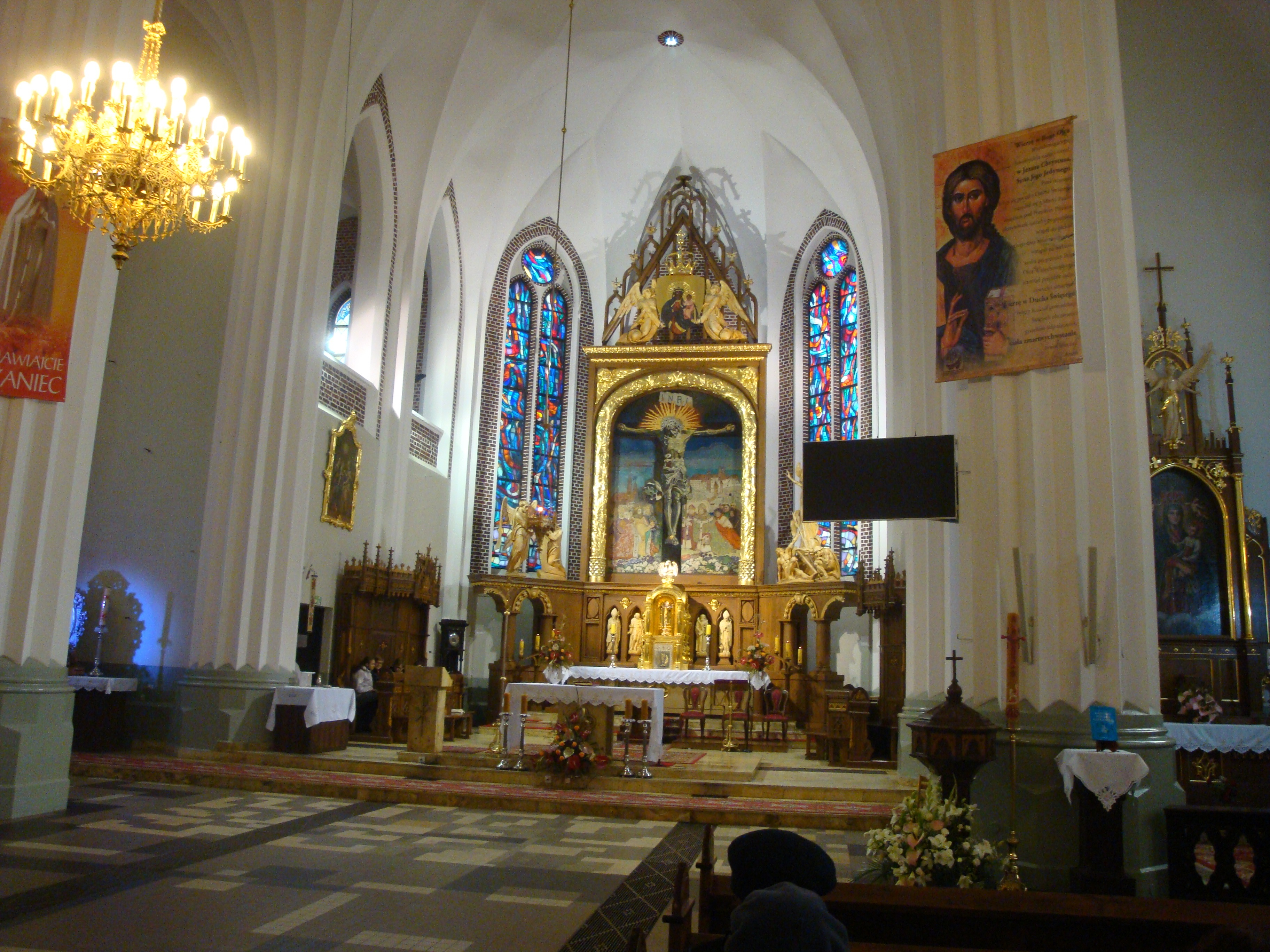
Wnętrze - nawa główna
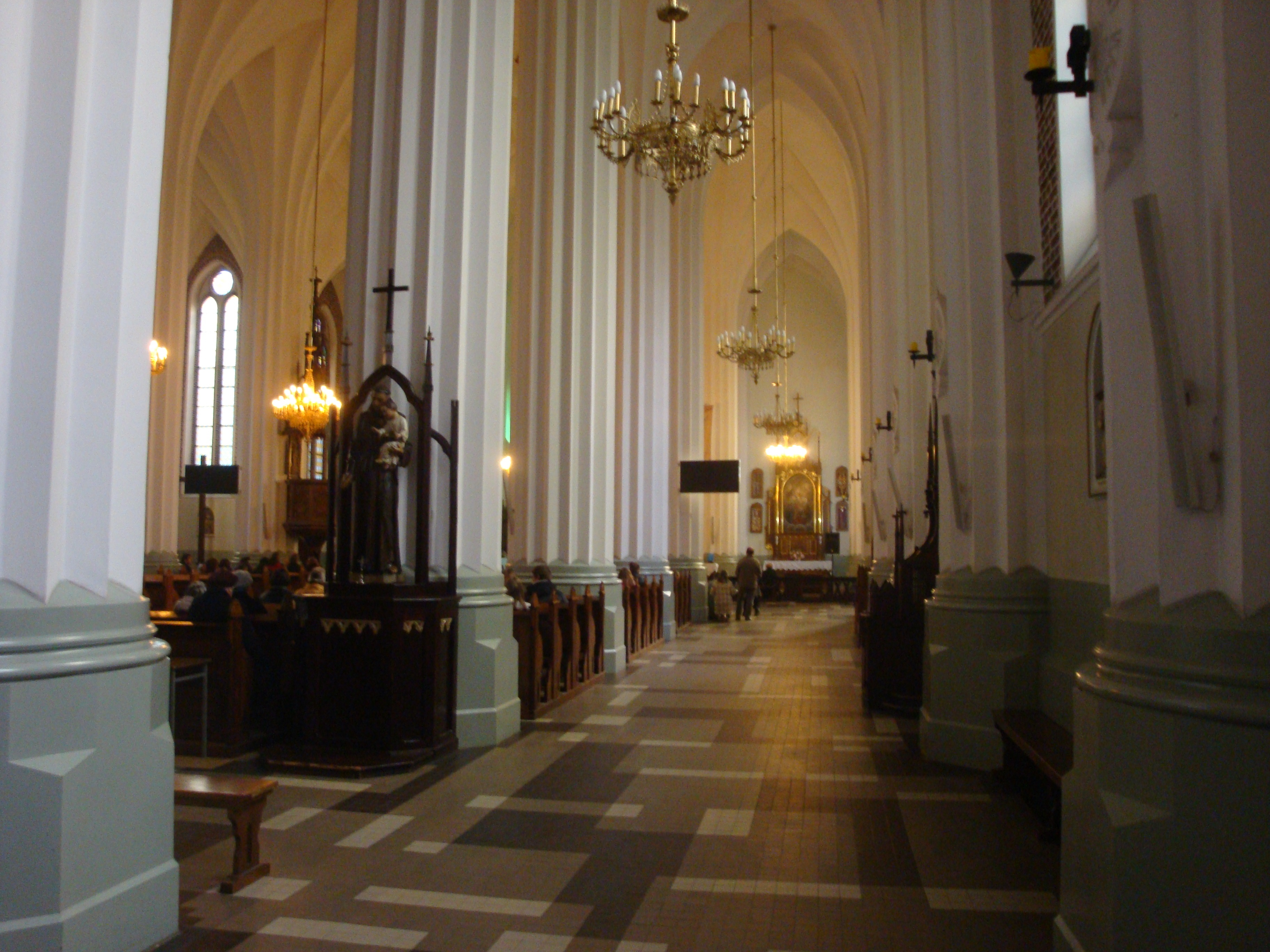
Wnętrze - nawa boczna
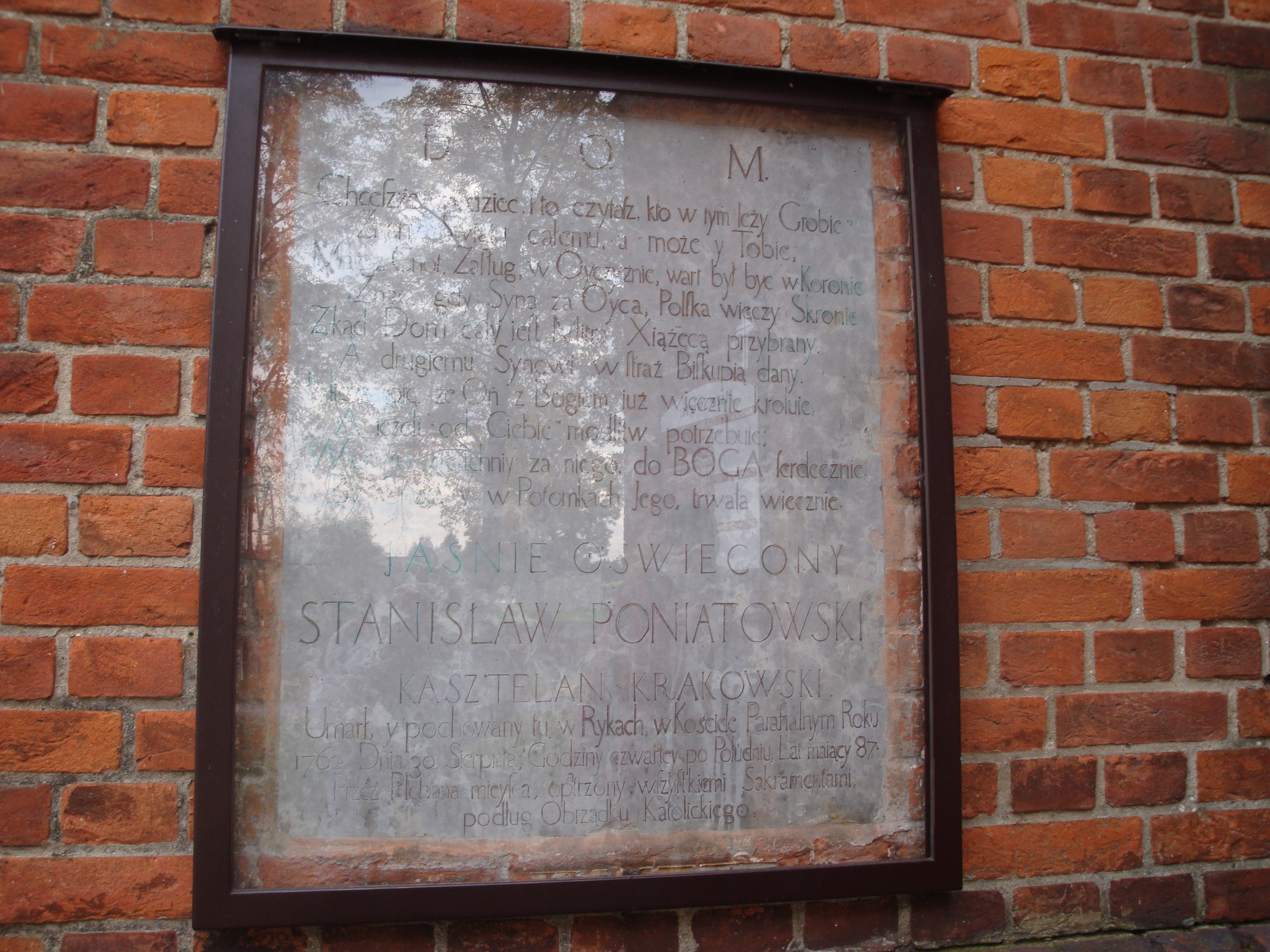
Tablica nagrobna Stanisława Poniatowskiego